# دائرة سيقوس
دائرة سقوس إحدى دوائر ولاية أم البواقي الجزائرية . عاصمتها هي سيقوس وتضم بلديات :
- سيقوس
- العامرية

سيڨوس أو سِڨوس دائرة بولاية أم البواقي. تحتوي على عدة مراكز كالدائرة والبلدية ومركز الشرطة الدرك الوطني ومركز التكوين المهني. تتبع لها عدة مقاطعات كأولاد ناصر، بئر طنجة، وطاقزة. وتعرف أيضا بالبحيرة الطويلة، وبها أكبر العروش كأولاد محاوش وأولاد عزيز.